# Mafioso (film)
Pour plus de détails, voir Fiche technique et Distribution.
Mafioso, également connu sous le titre L'Homme de la mafia, est un film italien d'Alberto Lattuada, sorti en 1962.

## Synopsis
Nino, cadre moyen dans une entreprise milanaise, retourne dans sa Sicile natale afin d'y présenter son épouse, Marta, et d'y passer quelques jours de vacances. Tout se passe très bien, mais des "parrains" de la mafia, à qui il doit sa situation, le chargent, à l'insu de sa famille, d'exécuter une mission particulière à New York…

## Fiche technique
- Titre original : Mafioso
- Titre français : L'Homme de la mafia[1] ou Mafioso
- Réalisation : Alberto Lattuada
- Scénario : Marco Ferreri, Rafael Azcona, Age, Scarpelli, sur un sujet de Bruno Caruso.
- Photographie : Armando Nannuzzi, noir et blanc
- Musique : Piero Piccioni, Nino Rota
- Décors : Carlo Egidi
- Montage : Nino Baragli
- Production : Antonio Cervi pour Compagnia Cinematografica, Dino De Laurentiis Cinematografica
- Lieux de tournage : New York, Sicile
- Pays d'origine :  Italie
- Langue originale : italien
- Durée : 105 minutes
- Genre : Comédie policière, film de mafieux
- Date de sortie : 
  - Italie : 25 octobre 1962
  - France : 29 septembre 1967[1]

## Distribution
- Alberto Sordi : Nino Badalamenti
- Norma Bengell : Marta, son épouse
- Ugo Attanasio : don Vincenzo
- Gabriella Conti : Rosalia Badalamenti
- Cinzia Bruno : Donatella
- Armando Tine : Dr Zanchi
- Lily Bistrattin : la secrétaire du Docteur
- Katiuscia Piretti : Patrizia
- Michèle Bailly : la jeune baronne
- Carmelo Oliviero : Don Liborio

## Commentaire
- Dans The New-Yorker, Robert Shaplen admire beaucoup Alberto Sordi qui, à son avis, « mérite la moitié du succès du film.  Mafioso emprunte de façon majestueuse l'incommode chemin de la tragi-comédie. Il possède néanmoins un parfait équilibre car c'est un film serein et comique qui montre l'horreur avec, en fin de compte, beaucoup de facilité », écrit-il par ailleurs.
- Alberto Lattuada, lui-même, rend hommage au talent d'Alberto Sordi de cette manière : « (...) (Il) est un grand acteur, sans autre adjectif. Quand, en mafioso, il lui faut digérer, oublier, annuler dans sa conscience le crime commis par lâcheté (et qui restera toujours impuni), son œil d'inspecteur industriel devient plus attentif, précis, presque féroce envers l'ouvrier. Voilà les moments où il restitue totalement le personnage qu'il doit interpréter, les moments créatifs que lui, acteur, restitue au metteur en scène, comme un cadeau supplémentaire, perfectionnant l'effet qui lui a été minutieusement demandé. La route longue, tenace de son travail fait de lui un rare exemple d'isolement dans l'art. »[2]
- Jacques Lourcelles considère, de son côté, que Mafioso est « un sommet quasi inconnu dans l'œuvre inégale mais souvent intéressante de Lattuada. Le scénario (...) est d'une audace extrême et presque incroyable. » Le fait que le meurtre commis par Antonio Badalamenti, joué par Alberto Sordi, demeurera « impuni, donc parfait, et son auteur, inconnu » relève, selon lui, d'une réalité parfaitement « impensable dans une comédie à l'époque, en France et même aux États-Unis », d'autant que l'assassin est incarné par la vedette la plus populaire en Italie. Il se félicite, de surcroît, du style « glacial et distancé » adopté par Lattuada, qui sert admirablement la hardiesse du récit. « On n'a jamais été aussi loin dans la description clinique de l'absence de liberté, de l'aliénation d'un citoyen ordinaire dans un contexte social donné », affirme-t-il[3].

## Récompense
- Coquille d'or au Festival de San Sebastian 1962